# 鈴岡城
鈴岡城（すずおかじょう）は、長野県飯田市にあった日本の城。

## 概要
鈴岡小笠原氏の居城である。小笠原氏は政康の死去後、府中（深志）小笠原氏、松尾小笠原氏、鈴岡小笠原氏に分かれて対立したが、鈴岡城は鈴岡小笠原氏の居城であった。
天文23年（1554年）、武田信玄の伊那侵攻に際して松尾小笠原氏の小笠原信貴・小笠原信嶺父子は信濃先方衆として活躍し、松尾城を回復したが、鈴岡小笠原氏の小笠原信定は敗れ、落城した。
毛賀沢川の谷を挟んだ北側には松尾小笠原氏の松尾城があり、その後は松尾城の支城として使用された。現在は鈴岡公園として整備されている。